# Volleyball Team Tirol 2013-2014
Questa voce raccoglie le informazioni riguardanti il Volleyball Team Tirol nelle competizioni ufficiali della stagione 2013-2014.

## Organigramma societario
Area direttiva
- Presidente: Hannes Kronthaler

Area tecnica
- Allenatore: Štefan Chrtianský
- Allenatore in seconda: Daniel Găvan

## Rosa
| N° | Nome                 | Ruolo | Data di nascita   | Nazionalità sportiva |
| -- | -------------------- | ----- | ----------------- | -------------------- |
| 2  | Erik Shoji           | L     | 24 agosto 1989    | Stati Uniti          |
| 3  | Michal Rak           | C     | 14 agosto 1979    | Rep. Ceca            |
| 4  | Jānis Pēda           | S     | 18 maggio 1985    | Lettonia             |
| 5  | Daniel Găvan         | C     | 8 maggio 1977     | Austria              |
| 6  | Ángel Pérez          | P     | 20 maggio 1982    | Porto Rico           |
| 7  | Lorenz Koraimann     | S     | 7 maggio 1993     | Austria              |
| 7  | Lorenz Rössl         | S     | 5 luglio 1993     | Austria              |
| 8  | Alexander Tusch      | P     | 19 novembre 1992  | Austria              |
| 9  | Tamás Kaszap         | P     | 21 marzo 1993     | Ungheria             |
| 10 | Andrew Hein          | C     | 1º luglio 1984    | Stati Uniti          |
| 11 | Pedro Frances        | C     | 30 giugno 1989    | Brasile              |
| 12 | Alexander Berger     | S     | 29 settembre 1988 | Austria              |
| 13 | Ronald Jiménez       | O     | 9 gennaio 1990    | Colombia             |
| 14 | Douglas da Silva     | C     | 24 settembre 1983 | Brasile              |
| 15 | Niklas Kronthaler    | S     | 14 maggio 1994    | Austria              |
| 16 | Martin Ermacora      | O     | 11 aprile 1994    | Austria              |
| 17 | Alexander Harthaller | S     | 17 agosto 1994    | Austria              |
| -  | Nicola Leonardi      | C     | 9 aprile 1988     | Italia               |